# Cornet à pistons
Pour les articles homonymes, voir Cornet.

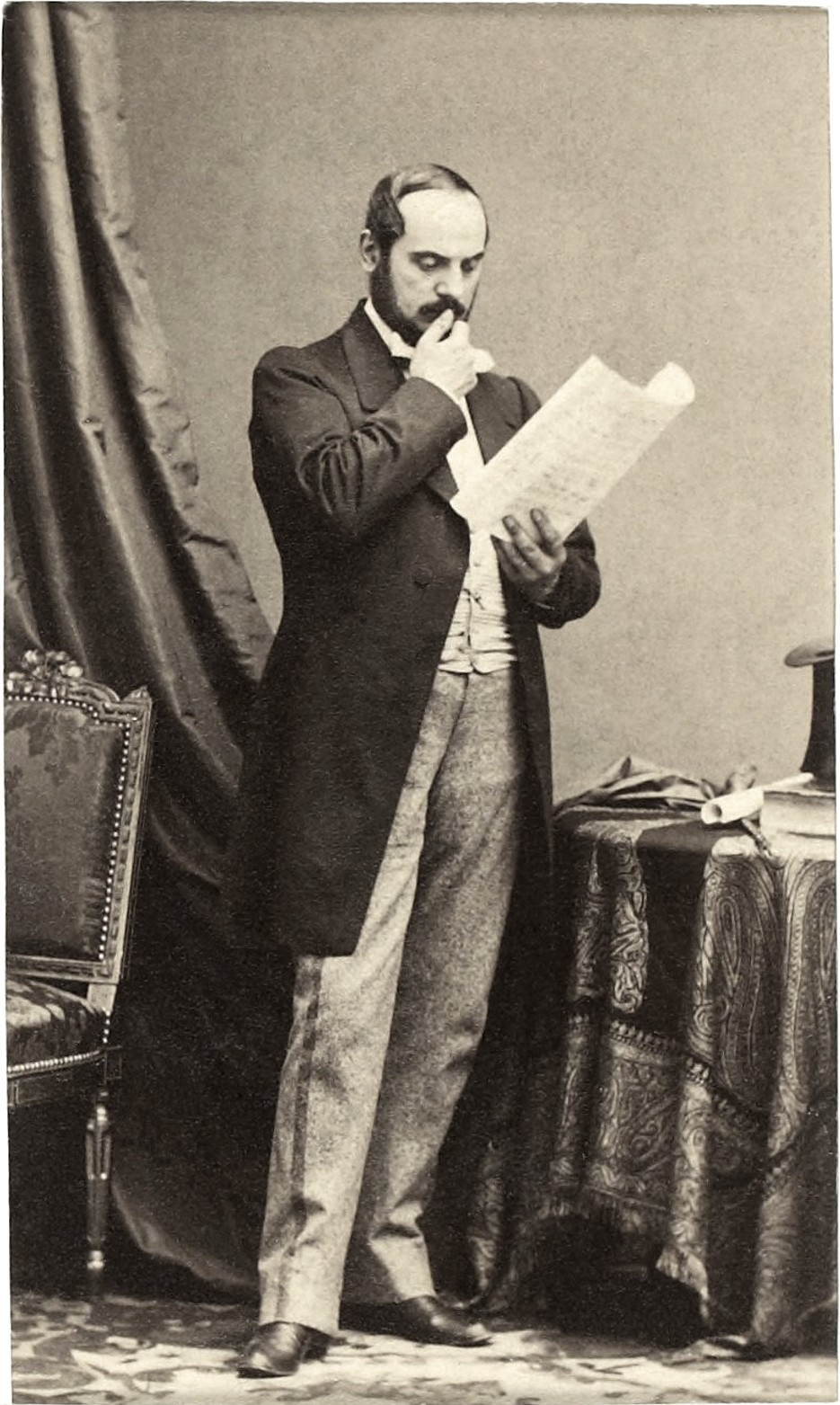
Jean-Baptiste Arban, cornettiste du XIX.

Le cornet à pistons est un instrument de musique à vent de la famille des cuivres.

## Origines

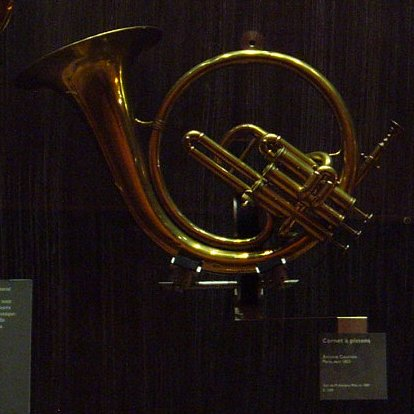
Cornet à piston Courtois du XIX.

Littéralement, un cornet est un « petit cor ». Plus anciens, le cornet à bouquin et le cornet muet étaient des instruments virtuoses très répandus à la Renaissance et à l'époque baroque. Ce sont des instruments en bois dotés d'une embouchure et munis de trous comme une flûte à bec. Le cornet à pistons enroulé comme une trompette et fut, de ses origines jusqu'à l'apparition des pistons, même un peu après, enroulé comme un cor. Au début, ce petit cor connut un emploi de corne d'appel plus que d'un instrument de musique. Il a servi en Europe centrale aux postillons transportant la malle du courrier, pour prévenir de leur arrivée ou de leur départ. Leur facture et leur tonalité n'était pas réellement fixée. On en trouve donc de toutes sortes.
Le cornet est le premier instrument à bénéficier de l'invention des pistons en 1820[réf. souhaitée]. Jean-Baptiste Arban, célèbre cornettiste du XIXe siècle, apporta quelques modifications à la facture de l'instrument (à pistons), préférant remplacer l'embouchure traditionnelle, profonde comme celle des cors, par une embouchure de trompette, plus adaptée au registre aigu de l'instrument. Le cornet à pistons connut un grand succès dès sa création dans les musiques militaires, alors très à la mode, les opérettes et la musique de kiosque. Le Carnaval de Venise, de Jean-Baptiste Arban, est une des œuvres les plus connues pour cornet à pistons.
Jean-Baptiste Arban a largement contribué à populariser le cornet à pistons. Il a inventé des techniques de double et triple coup de langue grâce auxquelles il jouait du cornet avec une virtuosité exceptionnelle. Il a aussi écrit la célèbre méthode, pour l'apprentissage de tous les instruments de la famille des cuivres avec trois pistons.
Les premiers cornets étaient munis de deux pistons Warren — du nom de l'inventeur — puis de trois. Les pistons en vigueur aujourd'hui sont du type Périnet ; durant une période, ces deux types de pistons ont cohabité, ainsi que les modèles dits « berlinois » et « viennois ».

## Description

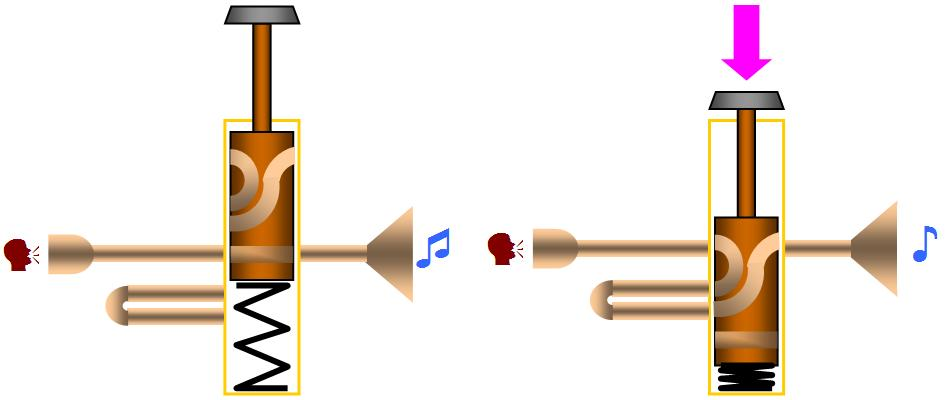
Principe du piston.

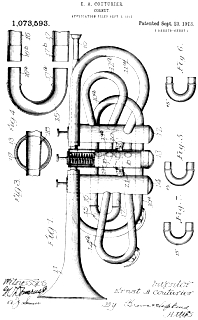
Brevet d'un cornet Couturier (1913).

Un cornet est constitué d'une embouchure, d'un tube, de trois pistons et d'un pavillon. Le tube conique lui donne un son doux et moins aigu que celui de la trompette.
Son jeu utilise les mêmes doigtés que ceux de la trompette ou du bugle. C'est un instrument soprano, généralement en si{\displaystyle \flat } ou la. Le registre courant s'étend du fa# grave au contre-ut. Il existe aussi des cornets sopranino en mi{\displaystyle \flat } possédant un registre plus élevé.
Le cornet à pistons est parfois employé par les débutants dans l'apprentissage de la trompette, notamment pour les jeunes enfants. Le cornet, plus petit et plus léger que les autres instruments,  
est réputé plus facile à saisir et manipuler pour de petites mains : son tube plus replié rend l'instrument plus ramassé qu'une trompette, bien que la longueur de tuyau soit équivalente (1,50 m). 
Le cornet est souvent méconnu du public, mais il n'est pas seulement un instrument de transition vers la trompette. La sonorité du cornet, très différente de celles des autres instruments à vent, le rend tout aussi indispensable.

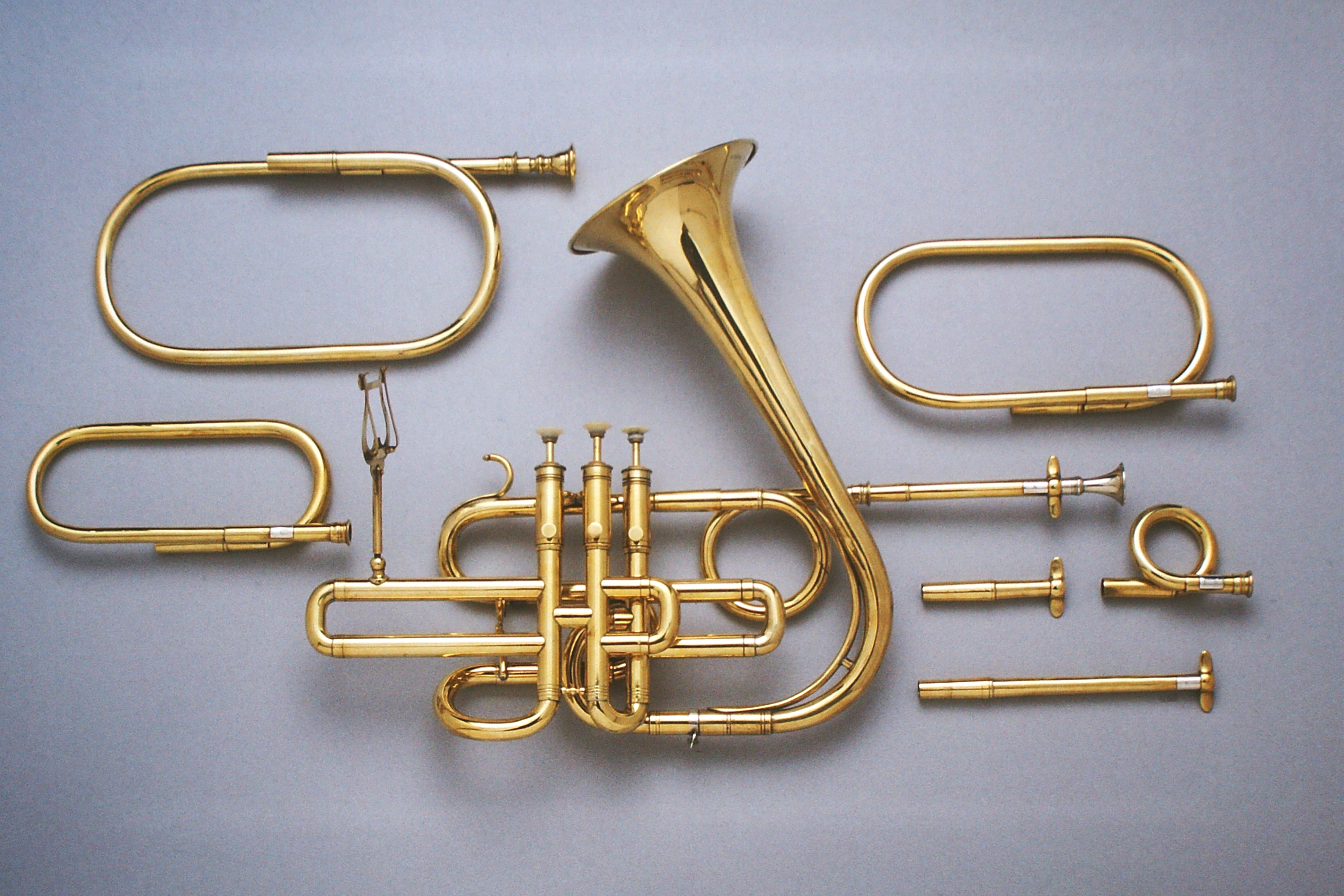
Cornet à pistons Stölzel d'Auguste Raoux (1845–1850).
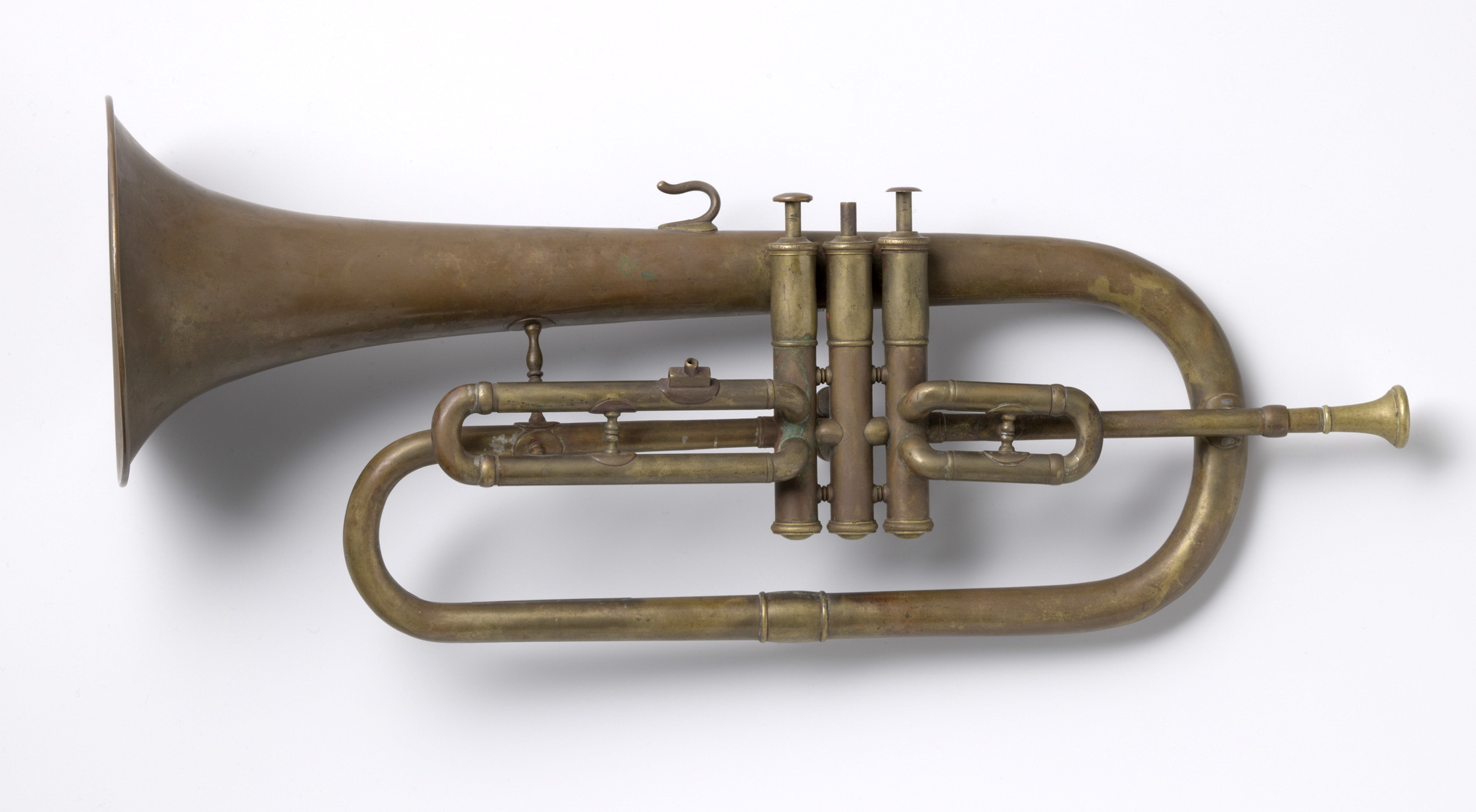
Cornet à pistons Périnet, 4e régiment d'infanterie Maastricht (1868).

## Répertoire

### Musique classique
Le cornet à pistons est employé dès ses débuts dans la musique symphonique dite « classique », il cohabite avec les trompettes naturelles avant l'emploi des pistons sur ces dernières. On peut noter des partitions célèbres :
- dans L'Histoire du soldat d'Igor Stravinsky, le cornet tient un pupitre important ;
- la Symphonie fantastique de Berlioz emploie deux cornets, soit autant que de trompettes (notamment  dans la Marche au supplice) ;
- dans l'opéra Carmen de Georges Bizet ainsi que la presque totalité des opéras de Jacques Offenbach ;
- dans les ballets Roméo et Juliette de Serge Prokofiev ou Le Lac des cygnes de Piotr Ilitch Tchaïkovsky.

Il est  beaucoup  utilisé dans les orchestres d'harmonie (orchestres constitués uniquement d'instruments à vent et de percussions), ainsi que dans les brass band (formations constituées uniquement de cuivres doux, auxquels viennent s'ajouter les trombones à coulisse et les percussions).

### Jazz
Dans les années 1910, Nick La Rocca est l'un des premiers cornettistes de jazz ; il joue dans le Papa Jack Laine's Reliance Band.
Dans les années 1920, King Oliver ; il joue dans le Creole Jazz Band
Comme beaucoup d'autres trompettistes de jazz, Louis Armstrong apprendra à jouer sur un cornet à pistons.
Deux autres cornettistes remarquables sont Bix Beiderbecke et Nat Adderley.
Il existe également le cornet de poche, voir Médéric Collignon.